# Qualificações para o Campeonato Europeu de Futebol Sub-21 de 2011/Grupo 2
As selecções concorrentes no Grupo 2 das Qualificações para o Campeonato Europeu de Futebol Sub-21 de 2011 são as pertencentes à Turquia, Suíça, Arménia, Irlanda, Geórgia e Estónia.

## Tabela Classificativa
| Selecção | Pts | J | V | E | D | GM | GS | +/- |
| -------- | --- | - | - | - | - | -- | -- | --- |
| Suíça    | 16  | 8 | 5 | 1 | 2 | 14 | 8  | +6  |
| Turquia  | 13  | 8 | 4 | 1 | 3 | 12 | 10 | +2  |
| Estónia  | 12  | 9 | 3 | 3 | 3 | 9  | 11 | -2  |
| Armênia  | 10  | 8 | 3 | 1 | 4 | 14 | 16 | -2  |
| Geórgia  | 8   | 6 | 2 | 2 | 2 | 8  | 5  | +3  |
| Irlanda  | 4   | 7 | 0 | 4 | 3 | 6  | 13 | -7  |

| Cores da tabela                      |
| apuramento directo para os play-offs |
| não se qualificou                    |

## Jogos
| 31 de Março 2009 | Irlanda | 0 - 3     | Turquia                                         | Turners Cross, Cork  |
| 20:45            |         | Relatório | Deniz Yilmaz 13' · Özkan 40' · Sismanoglu 90+1' | Árbitro: BUL Todorov |

| 5 de Junho 2009 | Suíça                    | 2 - 1     | Armênia        | Bergholz Stadium, Wil  |
| 20:00           | Derdiyok 16' · Gashi 20' | Relatório | Mkhitaryan 84' | Árbitro: SRB Jovanetic |

| 9 de Junho 2009 | Armênia                      | 2 - 5     | Turquia                                                                | Republican Stadium, Erevan |
| 17:00           | Mkhitaryan 69' · Dashyan 81' | Relatório | Deniz Yilmaz 5' · Aydın Yılmaz 45+1' · Pektemek 49' 60' · Gökoğlan 70' | Árbitro: BEL Virant        |

| 12 de Agosto 2009 | Suíça | 0 - 1     | Estónia  | Stadion Breite, Schaffhausen |
| 18:00             |       | Relatório | Saag 31' | Árbitro: MLT Lautier         |

| 4 de Setembro 2009 | Armênia   | 1 - 3     | Suíça                                         | Kasakh Ashtarak, Ashtarak |
| 14:00              | Yagan 10' | Relatório | Hochstrasser 4' · Rossini 35' · Feltscher 39' | Árbitro: CYP Trattou      |

| 5 de Setembro 2009 | Estónia                  | 2 - 0     | Geórgia | A. Le Coq Arena, Tallinn      |
| 16:00              | Mošnikov 42' · Anier 90' | Relatório |         | Árbitro: ISL Magnus Thorisson |

| 9 de Setembro 2009 | Geórgia                                                    | 4 - 0     | Turquia | Tsentral Stadium, Batumi           |
| 14:00              | Ivanishvili 1' · Khidesheli 35' · Totadze 80' · Gugava 88' | Relatório |         | Árbitro: ESP Antonio Rubinos Perez |

| 9 de Setembro 2009 | Estónia | 1 - 1     | Irlanda     | Rakvere Linnastaadion, Rakvere |
| 16:00              | Saag 4' | Relatório | Sheridan 7' | Árbitro: UKR Viktor Shvetsov   |

| 9 de Outubro 2009 | Estónia   | 1 - 4     | Suíça                                                     | Kadrioru Staadion, Tallinn |
| 15:00             | Zenjov 7' | Relatório | Ciarocchi 10' · Gavranovic 21' · Feltscher 23' · Koch 26' | Árbitro: CZE Jan Jilek     |

| 9 de Outubro 2009 | Irlanda   | 1 - 1     | Geórgia         | Tallaght Stadium, Dublin       |
| 20:45             | Judge 28' | Relatório | Ivanishvili 89' | Árbitro: GRE Georgios Daloukas |

| 13 de Outubro 2009 | Turquia      | 1 - 0     | Armênia | Estádio Olímpico Atatürk, Istambul |
| 18:00              | Yılmaz 90+4' | Relatório |         | Árbitro: ROU Alexandru Deaconu     |

| 13 de Outubro 2009 | Irlanda      | 1 - 1     | Suíça    | Regional Sports Centre, Waterford  |
| 20:45              | Garvan 90+3' | Relatório | Frei 58' | Árbitro: ESP Alfonso Perez Burrull |

| 14 de Novembro 2009 | Geórgia          | 1 - 1     | Irlanda   | Mikheil Meskhi Stadium, Tbilisi |
| 14:00               | Kvaratskelia 84' | Relatório | Carey 48' | Árbitro: NOR Tom Harald Hagen   |

| 14 de Novembro 2009 | Armênia        | 1 - 1     | Estónia        | Vazgen Sargsyan Hanrapetakan Stadium, Erevan |
| 15:00               | Mkhitaryan 24' | Relatório | Artjunin 90+2' | Árbitro: RUS Igor Egorov                     |

| 17 de Novembro 2009 | Turquia   | 1 - 3     | Suíça                      | Hüseyin Avni Aker Stadium, Trebizonda |
| 17:00               | Erkin 51' | Relatório | Stocker 7' 43' · Gashi 89' | Árbitro: POL Marcin Borski            |

| 17 de Novembro 2009 | Armênia                                      | 4 - 1     | Irlanda      | Hanrapetakan Stadium, Erevan |
| 11:00               | Mkhitaryan 30' 61' 82' (g.p.) · Goharyan 75' | Relatório | Sheridan 65' | Árbitro: CZE Radek Prihoda   |

| 18 de Novembro 2009 | Turquia | 0 - 0     | Estónia | Rize Atatürk Stadium, Rize    |
| 16:00               |         | Relatório |         | Árbitro: CRO Draženko Kovačić |

| 18 de Novembro 2009 | Suíça          | 1 - 0     | Geórgia | Cornaredo Stadium, Lugano |
| 16:00               | Gavranovic 43' | Relatório |         | Árbitro: BIH Novo Panic   |

| 3 de Março 2010 | Geórgia                        | 2 - 0     | Estónia | Mikheil Meskhi Stadium, Tbilisi |
| 15:00           | Barabadze 44' · Ananidze 90+2' | Relatório |         | Árbitro: CYP Marios Stamatis    |

| 3 de Março 2010 | Irlanda  | 1 - 2     | Armênia                         | Tallaght Stadium, Dublin       |
| 19:30           | Daly 80' | Relatório | Hayrapetyan 34' · Ghazaryan 40' | Árbitro: LTU Nerijus Dunauskas |

| 20 de Maio 2010 | Estónia                 | 2 - 3     | Armênia                         | Kadrioru Staadion, Tallinn |
| 18:45           | Saag 33' · Kallaste 80' | Relatório | Ghazaryan 18' 68' · Manoyan 55' | Árbitro: FRO Petur Reinert |

| 23 de Maio 2010 | Estónia  | 1 - 0     | Turquia | Kadrioru Staadion, Tallinn      |
| 17:00           | Saag 13' | Relatório |         | Árbitro: SRB Dragomir Stanković |

| 26 de Maio 2010 | Suíça | 0 - 2     | Turquia                       | AFG Arena, São Galo    |
| 20:15           |       | Relatório | Affolter 66' (p.b.) · Çek 89' | Árbitro: SCO Alan Muir |

## Artilharia
| 6 golos - ARM Henrik Mkhitaryan 4 golos - EST Kaimar Saag 3 golos - ARM Gevorg Ghazaryan 2 golos - GEO Giorgi Ivanishvili - IRL Cillian Sheridan - SUI Frank Feltscher - SUI Mario Gavranovic - SUI Shkelzen Gashi - SUI Valentin Stocker - TUR Aydın Yılmaz - TUR Deniz Yilmaz - TUR Mustafa Pektemek | 1 golo - ARM Artak Dashyan - ARM Davit Manoyan - ARM Hiraç Yagan - ARM Hovhannes Goharyan - ARM Levon Hayrapetyan - EST Artjom Artjunin - EST Henri Anier - EST Ken Kallaste - EST Sergei Mošnikov - EST Sergei Zenjov - GEO Giorgi Gugava - GEO Giorgi Khidesheli - GEO Jano Ananidze - GEO Lasha Totadze - GEO Revaz Barabadze - GEO Vakhtang Kvaratskelia | 1 golo (cont.) - IRL Alan Judge - IRL Graham Carey - IRL Ian Daly - IRL Owen Garvan - SUI Alessandro Ciarocchi - SUI Eren Derdiyok - SUI Fabian Frei - SUI Jonathan Rossini - SUI Philippe Koch - SUI Xavier Hochstrasser - TUR Caner Erkin - TUR Ömer Sismanoglu - TUR Özgür Çek - TUR Serdar Özkan - TUR Yiğit Gökoğlan |

golos contra
- SUI Affolter (1) para a  Turquia